# Zinalrothorn
Le Zinalrothorn, parfois appelé Rothorn de Zinal, est un sommet des Alpes valaisannes culminant à 4 221 mètres près de Zermatt.
Il est l'un des cinq sommets de plus de 4 000 m d'altitude qui forment une ceinture de hauts sommets que l'on appelle la « couronne impériale » : le Weisshorn (4 506 m), le Zinalrothorn (4 221 m), l'Ober Gabelhorn (4 064 m), le Bishorn (4 151 m) et la dent Blanche (4 358 m),.

## Toponymie
« Zinalrothorn » ou « Rothorn  de Zinal » en allemand peut se traduire par « dent rouge de Zinal ». Le Zinalrothorn s'appelait autrefois Moming en patois.

## Géographie

### Situation
Le Zinalrothorn est séparé entre les communes d'Anniviers à l'ouest, de Randa au nord, de Täsch à l'est et de Zermatt au sud. Il est ainsi réparti sur les territoires des districts de Sierre et de Viège.

### Topographie
Le Zinalrothorn se situe dans le chaînon qui sépare la partie supérieure du val d'Anniviers de la vallée de Zermatt, entre l'Ober Gabelhorn (4 064 m) et le Weisshorn (4 506 m). Il présente un sommet aigu, ses arêtes se redressant à proximité du sommet. Ses arêtes nord et sud-ouest sont effilées et hérissées de nombreuses tours qui portent des noms évocateurs : « le Rasoir », « le Sphinx » ou « la Bosse ». L'arête sud-est où a été tracée la voie normale de Zermatt est en revanche plus large dans sa section inférieure. À 4 016 m, l'arête nord-ouest forme une épaule qui bifurque à l'ouest pour former l'arête du Blanc, neigeuse, qui relie le Zinalrothorn au sommet du Blanc de Moming à 3 661 m. L'arête du Blanc est l'itinéraire de la première ascension en 1864.
Sur son versant occidental, s'étendent le glacier du Mountet et le glacier de Moming séparés par l'arête du Blanc. Le versant est, quant à lui, plonge de 800 m sur le glacier de Hohlicht.

### Géologie
Comme les autres grands sommets du val d'Anniviers (Grand Cornier, Weisshorn, dent Blanche, Bishorn, les Diablons, etc.), le Zinalrothorn est constitué de gneiss d'Arolla d'excellente qualité ayant l'aspect d'un granite plus ou moins schisteux de couleur vert tendre.

## Histoire
En 1863, l'alpiniste S. Winkworth, accompagné de sa femme et de deux guides, tente une première ascension par le glacier de Trift, mais celle-ci se conclut par un échec.
Les premières ascensions sont les suivantes, :
- 20 août 1864 : arête du Blanc par Leslie Stephen et Florence Crauford Grove et les guides Melchior Anderegg et Jakob Anderegg ;
- 5 septembre 1872 :  arête sud-est par George Augustus Passingham avec un porteur et ses guides Ferdinand Imseng, Franz Andenmatten et Alexander Burgener ;
- août 1878 : face ouest du Zinalrothorn par William Martin Conway, William Penhall et G. S. Scriven, avec les guides Ferdinand Imseng, Peter Joseph et M. Truffer[6] ;
- août 1901 : arête sud-ouest (Rothorngrat) en août par C. R. Gross et Rudolf Taugwalder ;
- 5 septembre 1933 : arête sud-est (Kanzelgrat), par Kaspar Mooser, Émile-Robert Blanchet et Richard Pollinger ;
- 2 août 1940 : face nord par Pierre Bonnant et Loulou Boulaz ;
- 6 août 1945 : face est directe par André Roch, Robert Greloz et Ruedi Schmidt ;
- 28 décembre 1971 : hivernale de la face est par Paul Etter, Ueli Gantenbein, Andreas Scherrer et Ernst Scherrer ;
- 10 janvier 1976 : hivernale de l'arête sud-ouest : René Arnold et Michel Sherbaum.

En 2013, Julian Zanker et Yannick Gundi effectuent le premier vol en wingsuit depuis le sommet.

## Accès
- Cabane du Rothorn (3 198 m) : depuis Zermatt, 1 600 m de dénivelée en passant par les gorges du Triftbach.
- Cabane du Grand Mountet (2 886 m) : depuis Zinal, 1 200 m de dénivelée.